# Llista d'asteroides/152301-152400
| Nom      | Designació provisional | Data de descobriment | Lloc de descobriment | Descobridor/s       |
| -------- | ---------------------- | -------------------- | -------------------- | ------------------- |
| 152301 - | 2005 TN57              | 1 d'octubre de 2005  | Mount Lemmon         | Mount Lemmon Survey |
| 152302 - | 2005 TF73              | 5 d'octubre de 2005  | Catalina             | CSS                 |
| 152303 - | 2005 TG73              | 5 d'octubre de 2005  | Catalina             | CSS                 |
| 152304 - | 2005 TK73              | 6 d'octubre de 2005  | Catalina             | CSS                 |
| 152305 - | 2005 TN73              | 6 d'octubre de 2005  | Catalina             | CSS                 |
| 152306 - | 2005 TP73              | 7 d'octubre de 2005  | Anderson Mesa        | LONEOS              |
| 152307 - | 2005 TL74              | 7 d'octubre de 2005  | Anderson Mesa        | LONEOS              |
| 152308 - | 2005 TW74              | 1 d'octubre de 2005  | Catalina             | CSS                 |
| 152309 - | 2005 TS95              | 6 d'octubre de 2005  | Catalina             | CSS                 |
| 152310 - | 2005 TJ125             | 7 d'octubre de 2005  | Kitt Peak            | Spacewatch          |
| 152311 - | 2005 TU132             | 7 d'octubre de 2005  | Kitt Peak            | Spacewatch          |
| 152312 - | 2005 TL141             | 8 d'octubre de 2005  | Kitt Peak            | Spacewatch          |
| 152313 - | 2005 TQ148             | 8 d'octubre de 2005  | Kitt Peak            | Spacewatch          |
| 152314 - | 2005 TF153             | 7 d'octubre de 2005  | Catalina             | CSS                 |
| 152315 - | 2005 TT164             | 9 d'octubre de 2005  | Kitt Peak            | Spacewatch          |
| 152316 - | 2005 TF172             | 11 d'octubre de 2005 | Anderson Mesa        | LONEOS              |
| 152317 - | 2005 TW176             | 1 d'octubre de 2005  | Anderson Mesa        | LONEOS              |
| 152318 - | 2005 TQ183             | 7 d'octubre de 2005  | Anderson Mesa        | LONEOS              |
| 152319 - | 2005 UH7               | 29 d'octubre de 2005 | RAS                  | E. Guido            |
| 152320 - | 2005 UD8               | 27 d'octubre de 2005 | Ottmarsheim          | C. Rinner           |
| 152321 - | 2005 US8               | 20 d'octubre de 2005 | Palomar              | NEAT                |
| 152322 - | 2005 UP10              | 21 d'octubre de 2005 | Palomar              | NEAT                |
| 152323 - | 2005 UZ11              | 22 d'octubre de 2005 | Kitt Peak            | Spacewatch          |
| 152324 - | 2005 UO17              | 22 d'octubre de 2005 | Kitt Peak            | Spacewatch          |
| 152325 - | 2005 UT17              | 22 d'octubre de 2005 | Kitt Peak            | Spacewatch          |
| 152326 - | 2005 UJ18              | 22 d'octubre de 2005 | Catalina             | CSS                 |
| 152327 - | 2005 UV18              | 22 d'octubre de 2005 | Kitt Peak            | Spacewatch          |
| 152328 - | 2005 UM20              | 22 d'octubre de 2005 | Catalina             | CSS                 |
| 152329 - | 2005 UR24              | 23 d'octubre de 2005 | Kitt Peak            | Spacewatch          |
| 152330 - | 2005 UT26              | 23 d'octubre de 2005 | Catalina             | CSS                 |
| 152331 - | 2005 UW29              | 23 d'octubre de 2005 | Catalina             | CSS                 |
| 152332 - | 2005 UC30              | 23 d'octubre de 2005 | Catalina             | CSS                 |
| 152333 - | 2005 UC35              | 24 d'octubre de 2005 | Kitt Peak            | Spacewatch          |
| 152334 - | 2005 UC37              | 24 d'octubre de 2005 | Kitt Peak            | Spacewatch          |
| 152335 - | 2005 UZ42              | 22 d'octubre de 2005 | Kitt Peak            | Spacewatch          |
| 152336 - | 2005 UN51              | 23 d'octubre de 2005 | Catalina             | CSS                 |
| 152337 - | 2005 UO55              | 23 d'octubre de 2005 | Catalina             | CSS                 |
| 152338 - | 2005 UK61              | 25 d'octubre de 2005 | Catalina             | CSS                 |
| 152339 - | 2005 UU61              | 25 d'octubre de 2005 | Mount Lemmon         | Mount Lemmon Survey |
| 152340 - | 2005 UN63              | 25 d'octubre de 2005 | Mount Lemmon         | Mount Lemmon Survey |
| 152341 - | 2005 UE67              | 22 d'octubre de 2005 | Catalina             | CSS                 |
| 152342 - | 2005 UP73              | 23 d'octubre de 2005 | Palomar              | NEAT                |
| 152343 - | 2005 UW73              | 23 d'octubre de 2005 | Palomar              | NEAT                |
| 152344 - | 2005 UY75              | 24 d'octubre de 2005 | Palomar              | NEAT                |
| 152345 - | 2005 UO79              | 25 d'octubre de 2005 | Catalina             | CSS                 |
| 152346 - | 2005 UY79              | 25 d'octubre de 2005 | Kitt Peak            | Spacewatch          |
| 152347 - | 2005 UC83              | 22 d'octubre de 2005 | Kitt Peak            | Spacewatch          |
| 152348 - | 2005 UD83              | 22 d'octubre de 2005 | Kitt Peak            | Spacewatch          |
| 152349 - | 2005 UK84              | 22 d'octubre de 2005 | Kitt Peak            | Spacewatch          |
| 152350 - | 2005 UN87              | 22 d'octubre de 2005 | Kitt Peak            | Spacewatch          |
| 152351 - | 2005 UD97              | 22 d'octubre de 2005 | Kitt Peak            | Spacewatch          |
| 152352 - | 2005 UZ112             | 22 d'octubre de 2005 | Kitt Peak            | Spacewatch          |
| 152353 - | 2005 UZ114             | 22 d'octubre de 2005 | Palomar              | NEAT                |
| 152354 - | 2005 UZ116             | 23 d'octubre de 2005 | Catalina             | CSS                 |
| 152355 - | 2005 UC117             | 23 d'octubre de 2005 | Kitt Peak            | Spacewatch          |
| 152356 - | 2005 UO121             | 24 d'octubre de 2005 | Kitt Peak            | Spacewatch          |
| 152357 - | 2005 UE125             | 24 d'octubre de 2005 | Kitt Peak            | Spacewatch          |
| 152358 - | 2005 UG126             | 24 d'octubre de 2005 | Kitt Peak            | Spacewatch          |
| 152359 - | 2005 UM129             | 24 d'octubre de 2005 | Kitt Peak            | Spacewatch          |
| 152360 - | 2005 UM130             | 24 d'octubre de 2005 | Palomar              | NEAT                |
| 152361 - | 2005 UX140             | 25 d'octubre de 2005 | Mount Lemmon         | Mount Lemmon Survey |
| 152362 - | 2005 UD141             | 25 d'octubre de 2005 | Catalina             | CSS                 |
| 152363 - | 2005 US141             | 25 d'octubre de 2005 | Catalina             | CSS                 |
| 152364 - | 2005 UK142             | 25 d'octubre de 2005 | Catalina             | CSS                 |
| 152365 - | 2005 UK143             | 25 d'octubre de 2005 | Catalina             | CSS                 |
| 152366 - | 2005 UW150             | 26 d'octubre de 2005 | Kitt Peak            | Spacewatch          |
| 152367 - | 2005 UN155             | 26 d'octubre de 2005 | Anderson Mesa        | LONEOS              |
| 152368 - | 2005 UM158             | 28 d'octubre de 2005 | Goodricke-Pigott     | R. A. Tucker        |
| 152369 - | 2005 UO159             | 21 d'octubre de 2005 | Palomar              | NEAT                |
| 152370 - | 2005 UZ159             | 22 d'octubre de 2005 | Catalina             | CSS                 |
| 152371 - | 2005 UN162             | 27 d'octubre de 2005 | Anderson Mesa        | LONEOS              |
| 152372 - | 2005 UT169             | 24 d'octubre de 2005 | Kitt Peak            | Spacewatch          |
| 152373 - | 2005 UG171             | 24 d'octubre de 2005 | Kitt Peak            | Spacewatch          |
| 152374 - | 2005 UH173             | 24 d'octubre de 2005 | Kitt Peak            | Spacewatch          |
| 152375 - | 2005 UW173             | 24 d'octubre de 2005 | Kitt Peak            | Spacewatch          |
| 152376 - | 2005 UO180             | 24 d'octubre de 2005 | Kitt Peak            | Spacewatch          |
| 152377 - | 2005 UT182             | 24 d'octubre de 2005 | Kitt Peak            | Spacewatch          |
| 152378 - | 2005 UK184             | 25 d'octubre de 2005 | Mount Lemmon         | Mount Lemmon Survey |
| 152379 - | 2005 UW184             | 25 d'octubre de 2005 | Mount Lemmon         | Mount Lemmon Survey |
| 152380 - | 2005 UB202             | 25 d'octubre de 2005 | Kitt Peak            | Spacewatch          |
| 152381 - | 2005 UK205             | 26 d'octubre de 2005 | Kitt Peak            | Spacewatch          |
| 152382 - | 2005 UO205             | 26 d'octubre de 2005 | Kitt Peak            | Spacewatch          |
| 152383 - | 2005 UW205             | 26 d'octubre de 2005 | Kitt Peak            | Spacewatch          |
| 152384 - | 2005 UH206             | 27 d'octubre de 2005 | Kitt Peak            | Spacewatch          |
| 152385 - | 2005 UE216             | 25 d'octubre de 2005 | Kitt Peak            | Spacewatch          |
| 152386 - | 2005 UB217             | 27 d'octubre de 2005 | Kitt Peak            | Spacewatch          |
| 152387 - | 2005 UD226             | 25 d'octubre de 2005 | Kitt Peak            | Spacewatch          |
| 152388 - | 2005 UF226             | 25 d'octubre de 2005 | Kitt Peak            | Spacewatch          |
| 152389 - | 2005 US228             | 25 d'octubre de 2005 | Kitt Peak            | Spacewatch          |
| 152390 - | 2005 UJ237             | 25 d'octubre de 2005 | Kitt Peak            | Spacewatch          |
| 152391 - | 2005 UU243             | 25 d'octubre de 2005 | Kitt Peak            | Spacewatch          |
| 152392 - | 2005 UH245             | 25 d'octubre de 2005 | Kitt Peak            | Spacewatch          |
| 152393 - | 2005 UL245             | 25 d'octubre de 2005 | Kitt Peak            | Spacewatch          |
| 152394 - | 2005 UN250             | 23 d'octubre de 2005 | Catalina             | CSS                 |
| 152395 - | 2005 UJ253             | 27 d'octubre de 2005 | Kitt Peak            | Spacewatch          |
| 152396 - | 2005 UB270             | 28 d'octubre de 2005 | Socorro              | LINEAR              |
| 152397 - | 2005 UC271             | 28 d'octubre de 2005 | Socorro              | LINEAR              |
| 152398 - | 2005 UP282             | 26 d'octubre de 2005 | Kitt Peak            | Spacewatch          |
| 152399 - | 2005 UT287             | 26 d'octubre de 2005 | Kitt Peak            | Spacewatch          |
| 152400 - | 2005 UN293             | 26 d'octubre de 2005 | Kitt Peak            | Spacewatch          |